# 方士亮
方士亮（16世紀—17世紀），字君繩，號慕庵，直隸徽州府歙縣巖鎮人，明朝、南明政治人物。

## 生平
方士亮是萬曆四十三年（1615年）乙卯科舉人，崇禎四年（1631年）的進士，獲授浙江嘉興府推官，六年任本省同考官，七年丁忧。服除，調往福州，再遷官兵科給事中；他和同官在朝房遇上謝陞，謝陞說：「君主以不用聰明人為高招，今上太用聰明人，令天下朝政敗壞。」又說：「各位不用談政事，皇上早有主意。」他連同言官彈劾謝陞誹謗洩密，使其被削籍。之後他相繼他彈劾陳新甲、張福臻、徐世蔭、朱大典、葉廷桂、呂大器、馬爌，請求召用姚思孝、何楷、李化龍、張作楫、張焜芳、李模、詹爾選、李右讜、林蘭友、成勇、傅元初，撫恤吳執御、魏呈潤、傅朝佑、吳彥芳、王績燦、葛樞的家人，推薦方岳貢、陳洪謐，朝廷大多採納。周延儒督師，他擔任贊畫軍前，戰敗後入獄，到崇禎十七年（1644年）春天才釋放歸鄉。
弘光年間方士亮得起用為戶科給事中，南京失守後加入金聲軍隊；隆武帝即位後升任太常卿，北征時受命和與何九雲輔導唐王朱聿𨮁，福京淪陷後去世。

## 家族
祖父方弘静，官至南京户部右侍郎。
妻子洪氏，歙县三十七都三圖人，年二十八，夫故，上奉下撫，孝慈兼至。乾隆五年，旌计守節四十八載。